# بانتی و بابلی
«بونتی و بابلی» (انگلیسی: Bunty Aur Babli) فیلمی هندی در سبک جنایی است که در سال ۲۰۰۵ منتشر شد. از بازیگران آن می‌توان به رانی موکرجی، آبیشک باچان، آمیتاب باچان و آیشواریا رای اشاره کرد.